# Избори за Представнички дом Парламентарне скупштине Босне и Херцеговине 1998. (Република Српска)
Избори за Представнички дом Парламентарне скупштине БиХ у Републици Српској 1998. одржани су 12. и 13. септембра као дио општих избора у БиХ. Број важећих гласачких листића био је 774.976, а неважећих 72.132 